# Sport
Sport (från engelska sport, efter fornfranska de[s]port) är ett samlingsbegrepp för olika aktiviteter med eller utan tävlingsmoment. Numera används ordet sport i svenska språket närmast synonymt med idrott, som kan utövas individuellt eller i lag. Den tidigare indelningen mellan den ansträngningsinriktade idrotten och den redskapsorienterade sporten upplöses därmed ofta. Det finns dock gott om distinkta exempel på där begreppen sällan eller aldrig blandas. Exempelvis kallar man all motorsport för just sport och inte idrott. I fritidsdomänen hittar vi begrepp som sportbil och sportkeps, näppeligen idrottsbil och idrottskeps. Och man talar om sportfiske, inte idrottsfiske. En joggare säger sig typiskt inte sporta, men väl idrotta. Så de distinktare betydelserna lever kvar på många plan.
Den sport som antingen är störst i antalet utövare eller drar mest publik i ett land brukar kallas nationalsport. De flesta större sporterna organiseras i egna förbund, och i de flesta sporter tävlar damer och herrar i olika indelningsklasser.

## Etymologi
Ordet sport kommer från det fornfranska ordet de[s]port med den ungefärliga betydelsen 'nöje' och 'tidsfördriv' (jämför 'fritidsnöje'). I äldre svenska syftade sport på friluftsnöjen som jakt och sportfiske, och länge användes mest ordet idrott när man åsyftade idrott, det vill säga när den fysiska ansträngningen var det primära. Typexempel är friidrotterna. 
Denna skillnad har delvis att göra med ordens olika ursprung. Det nordiska ordet idrott (jämför engelskans athletics) har haft en koppling till fysisk ansträngning, medan det engelsk-romanska sport har ett ursprung i den engelska lantadelns fritidsnöjen (inklusive jakt, ridning och fiske). Framför allt begreppet idrott hade länge en starkare koppling till amatöridealet (därav sammansättningen amatöridrott), vilket under tidigt 1900-tal var förhärskande i bland annat den olympiska rörelsen. En form av kroppskultur och hälsotänkande. Tidigare fanns det även en statusskillnad mellan begreppen (idrott var honnörsord, medan en sportidkare kunde vara "sportfåne").

### Sport och idrott

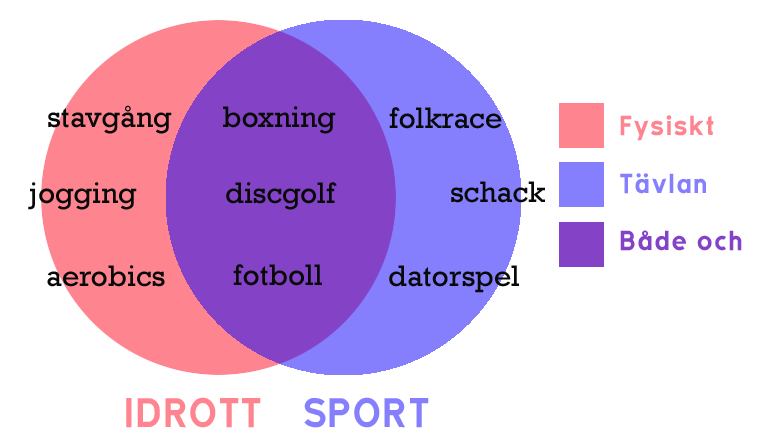
Skillnaden mellan idrott och sport, med några exempel.

Ibland används begreppet "sport" inom dagens nordiska språk synonymt med idrott, även om det ofta kvarstår valörskillnader. Termen sport är ofta redskapsbaserad och omfattar även vissa aktiviteter som inte är fysiska och enligt en ännu vidare definition även spel som frågesport och schack. Begreppet idrott kan också innefatta vissa aktiviteter som inte så ofta kallas sport, då de inte är redskapsdominerade, inklusive motionsidrotter som joggning, stavgång, aerobics och aikido.
På svenska används i dagligt tal dock begreppen sport och idrott nästan synonymt, och begreppen används ofta om varandra. Framförallt ordet sport har degenererat genom TV:s bruk av ordet som en synonym till idrott, vilket man kan se i Sportnytt och Sportspegeln i SVT. Programmen rapporterar från alla slags sporter och idrotter som redaktionen anser har nyhetsvärde, och som är aktuella vid olika tider under året. När man måste prioritera mellan olika sportgrenar tas hänsyn till bl.a. det publika intresset, hur svenska lag och utövare ligger till internationellt och hur stor sporten är i Sverige eller i världen.
Båda orden betyder numera oftast fysisk aktivitet i form av tävlingar med fastsatta regler, trots att sport alltså egentligen är fritidsaktivitet byggd runt bruk av redskap av olika slag. Motorsporter är typexempel på detta.

## Historia

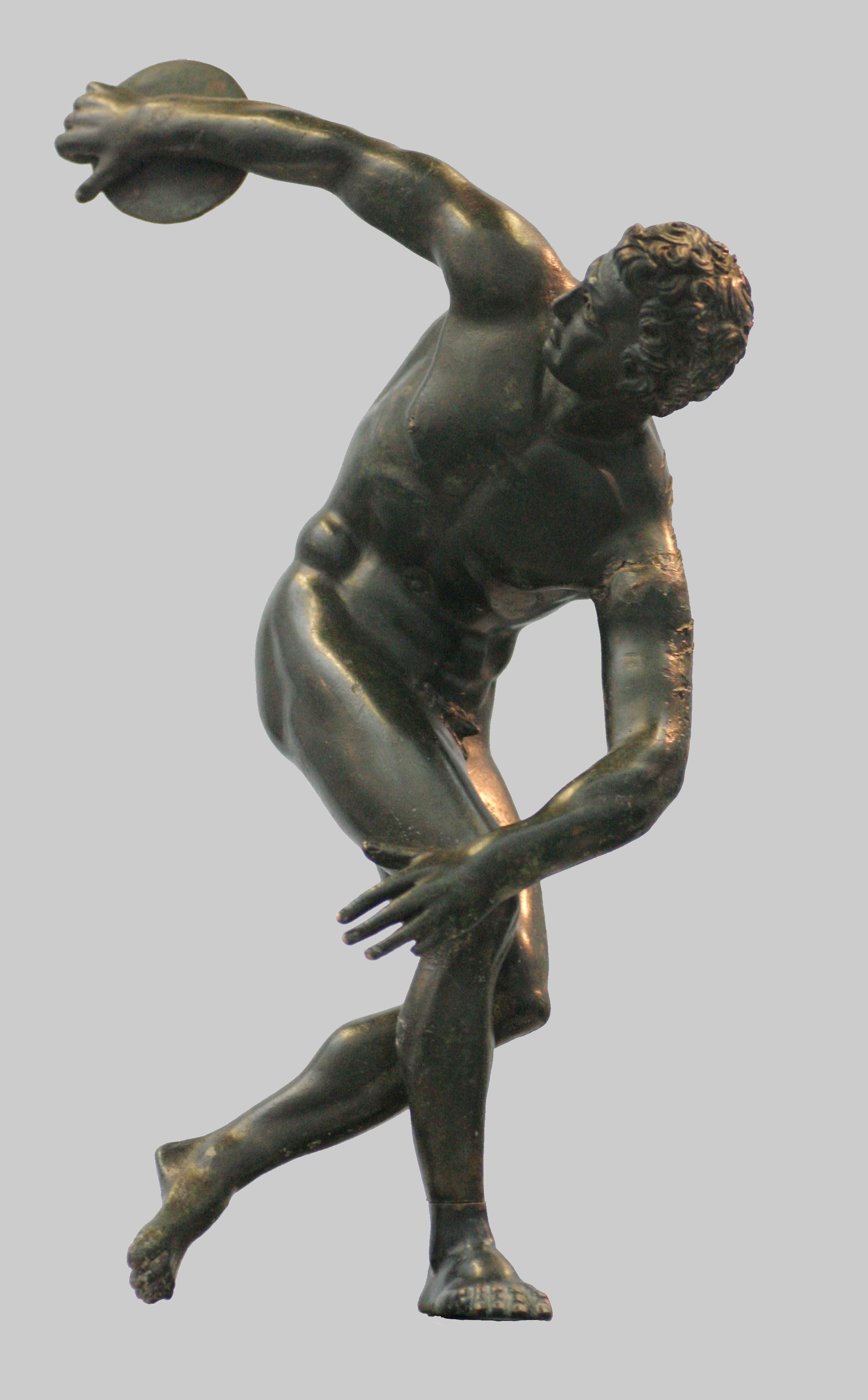
Antik romersk bronsstaty, Myrons Discobolos, 100-talet efter Kristu födelse.

Sport, idrott och tävlingar fanns redan i människornas äldre civilisationer, till exempel antas det baserat på fynd ha pågått sportaktiviteter i Kina kring 2 000 före Kristus. Andra äldre civilisationer där man antar att sport och idrott utövats är det gamla Egypten och Grekland.
Under 1800-talet industrialiserades stora delar av världen, och förutsättningarna för sport och idrott förbättrades, bland annat genom järnväg och ångbåt. Då man snabbare kunde ta sig dit man ville banade det iväg för mer internationell tävlan. 1896 hade olympiska spelen nypremiär. Under 1800-talet började också idrottsförbund bildas, som reglerade idrotternas regler och organiserade nationella och internationella mästerskap.

## Klassindelningar
I de flesta idrotter tävlar damer och herrar i olika indelningsklasser. I många idrotter finns det också andra sätt att dela upp utövarna, efter de egenskaper som har betydelse inom idrotten. En vanlig klassuppdelning baseras på ålder; barn och ungdomar tävlar mot jämnåriga och inte mot vuxna. Klassuppdelning kan också baseras på exempelvis utövarens vikt, vilket är vanligt inom exempelvis tyngdlyftning. En annan form indelning är handikappidrott, vilken i sin tur är indelad i flera olika indelningsklasser, men det finns också människor med handikapp/funktionshinder som tävlar utanför handikappidrotten.
År 1900 utgjorde damerna en mycket liten del av den organiserade tävlingssporten. År 2000 var läget helt annorlunda, och damklass fanns i de flesta grenar.[källa behövs] Det som hänt var att damidrotten blivit vanligare under 1900-talet, vilket framför allt från 1970-talet och framåt även påverkat grenar som tidigare ansetts väldigt "grabbiga".
En utövare eller ett lag representerar vanligtvis en sportklubb eller stat, på ungdomsnivå kan det ibland även handla om ett distriktsförbund, en skola eller en skolklass.

## Typer av sport och idrott
Det finns olika typer av idrotter, som klassas efter redskap, anläggningar och mål. Idrotter kan indelas i individuella sporter och lagsporter. Friidrott simning och gymnastik är i grunden individuella sporter men lagkapper inom blir lagsporter liksom truppgymnastik. Friidrott omfattar löpning, hoppgrenar och kastgrenar. Gymnastik omfattar artistisk gymnastik, rytmisk gymnastik, truppgymnastik och trampolin, som alla är bedömningssporter. Andra kategorier är kampsport, precisionssport, bollsport, skidsport, issport, motorsport, hästsport och E-sport.
Gemensamt för många typer av sporter är att de har en karaktär av spel som följer i förhand bestämda regler. Sporter är spel, ibland behäftade med fysisk aktivitet och som avgörs både av skicklighet och tur varav skickligheten är påverkbar och påverkar spelet i stor omfattning. För turspel som Lotto, Tips och Poker, Rävspel består skickligheten i att kunna spelreglerna och utöva spelreglerna på ett listigt sätt medan turen har en stor och avgörande roll för spelets utgång. Turspelen räknas än inte som sporter då fysiska skickligheten i utövandet inte är av stor betydelse. Tex. så spelar det inte någon roll för spelets utgång att i poker ta upp korten snabbt från bordet (korten kommer fortfarande vara desamma) eller med vilket redskap ex. vilken penna man kryssar sin tipsrad. Kortspelet Bridge är däremot ansedd som sport, och inte ett turspel, eftersom vid tävlingsbridge jämförs man mot andra spelare som spelar med samma kort.

## Sportslighet
Med sportslighet menas hur man enligt såväl aktiva som publik bör uppföra sig inom sport. Exempelvis brukar man inom fotboll sparka bollen ur spelet om en spelare i motståndarlaget misstänks vara skadad.
Våld inom idrott kommer inte bara från aktiva utan även från tränare, supportrar och föräldrar. Rasism inom sport och i ännu högre grad inom idrott är också ett vanligt problem[källa behövs].
Andra problem som anses osportsligt är dopning och läggmatch, vilket kan bestraffas med flera års avstängning. Tidigare blev amatörer som i smyg tjänat pengar på sitt utövande av sport avstängda på livstid från amatörförbunden om någon kom på dem.[källa behövs] Detta tillämpades främst inom friidrott, men har sedan 1980-talet så gott som avskaffats inom de flesta idrotter.

## Professionalism och amatörism

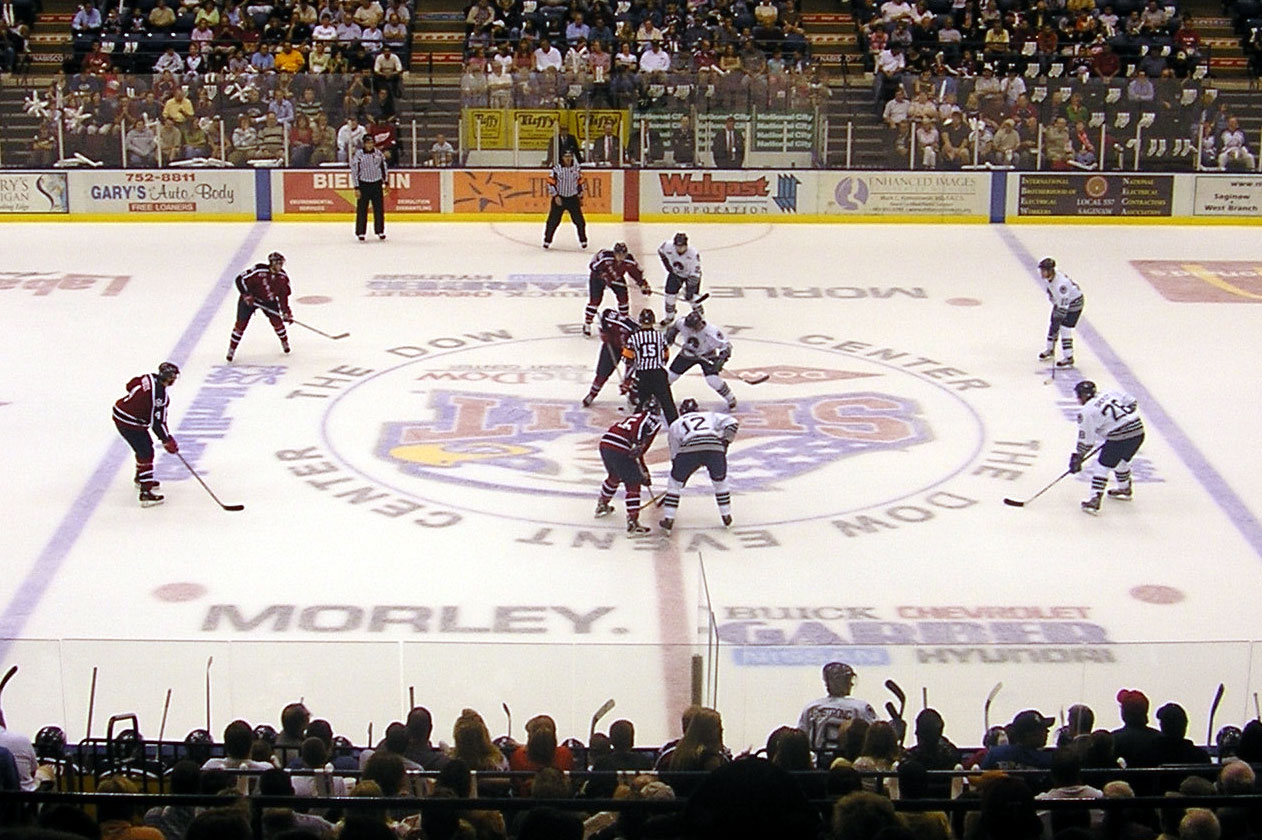
Ishockeymatch. Modern sport har ofta många regler och är starkt organiserad.

På lägre nivå är utövarna oftast amatörer, men på elitnivå rör det sig numera ofta om professionell idrott i många länder. Tidigare var man ofta mera noggrann med att skilja på amatörism och professionalism, men sedan slutet av 1980-talet tävlar ofta proffs och amatörer i samma tävlingar och även olympiska spelen har öppnats för proffs sedan 1990-talet.
Elitnivå är en nivå av utövande av en sport eller idrott då man tillhör eliten av utövarna. Inom vissa idrotter och sporter kan man försörja sig på sitt utövande, till exempel inom idrotten fotboll, tennis och högre klasser inom motorsport, exempelvis Formel 1.
Man kan definiera begreppet "elitidrottare" på olika sätt och det finns olika tolkningar. Riksidrottsförbundet har skapat kriterier, var av minst ska en uppfyllas för att studenten ska räknas som elitidrottare.
- Uttagen i svenskt junior- eller seniorlandslag.
- Tävlar på hög internationell nivå inom individuell idrott.
- Spelar psykiatriska i högsta divisionen på nationell eller internationell seniornivå.
- Är identifierad av eller deltar i landslagets utvecklingsverksamhet.
- Bedöms på sikt kunna ta en plats i seniorlandslag eller tävla på hög internationell nivå.

Utöver dessa kriterier definierar Riksidrottsförbundet inte begreppet elitidrottare. En elitidrottare skulle kunna definieras som en person som är högt rankad inom idrott och är aktiv i en hög division både nationellt som internationellt, som exempelvis Zlatan Ibrahimovic, Charlotte Kalla och Peter Forsberg. Det kan involvera både individuell idrott och lagidrott och vilken idrottsgren det handlar om spelar ingen roll.

## Sport, idrott och politik
Detta avsnitt utgör huvudartikel för kategori:Sport och politik.
Fastän man försöker skilja på sport, idrott och politik, har politik ofta blandats in. Vid olympiska sommarspelen 1936 i Berlin använde nazisterna i Tyskland evenemanget som propagandajippo.
På grund av sin Apartheidpolitik stängdes Sydafrika av från internationell tävlan i många grenar i flera års tid. Efter Sovjetunionens inmarsch i Tjeckoslovakien i augusti 1968 blev framför allt ishockeymatcherna mellan Tjeckoslovakien och Sovjetunionen hårdare fram till det så kallade östblocket föll kring 1990, och många talade om att det gällde mer än bara idrott. Olympiska sommarspelen var under 1970- och 80-talen ofta föremål för olika former av bojkott. Vid olympiska sommarspelen 1972 i München slog terrorister till, och sedan dess är säkerhetsbevakningen starkare.
Tennisturneringen Davis Cup har ofta blivit sammankopplad med politiska demonstrationer.
Sedan början av 1990-talet, då det kalla kriget tagit slut, blev ämnet inte längre lika aktuellt eller laddat, även om Jugoslavien var avstängda från flera bollsporter under inbördeskrigen där i början av 1990-talet. Dock ökade åter säkerhetsbevakningen av större sportevenemang, särskilt i USA, efter 11 september-attackerna 2001 i USA. Då Peking i juli 2001 utsetts till arrangörsort av olympiska sommarspelen 2008 växte också frågan, på grund av Folkrepubliken Kinas styre.
I vissa fall av huliganism finns även sociala, politiska och religiösa motsättningar inblandade.

## Publiksporter och -idrotter

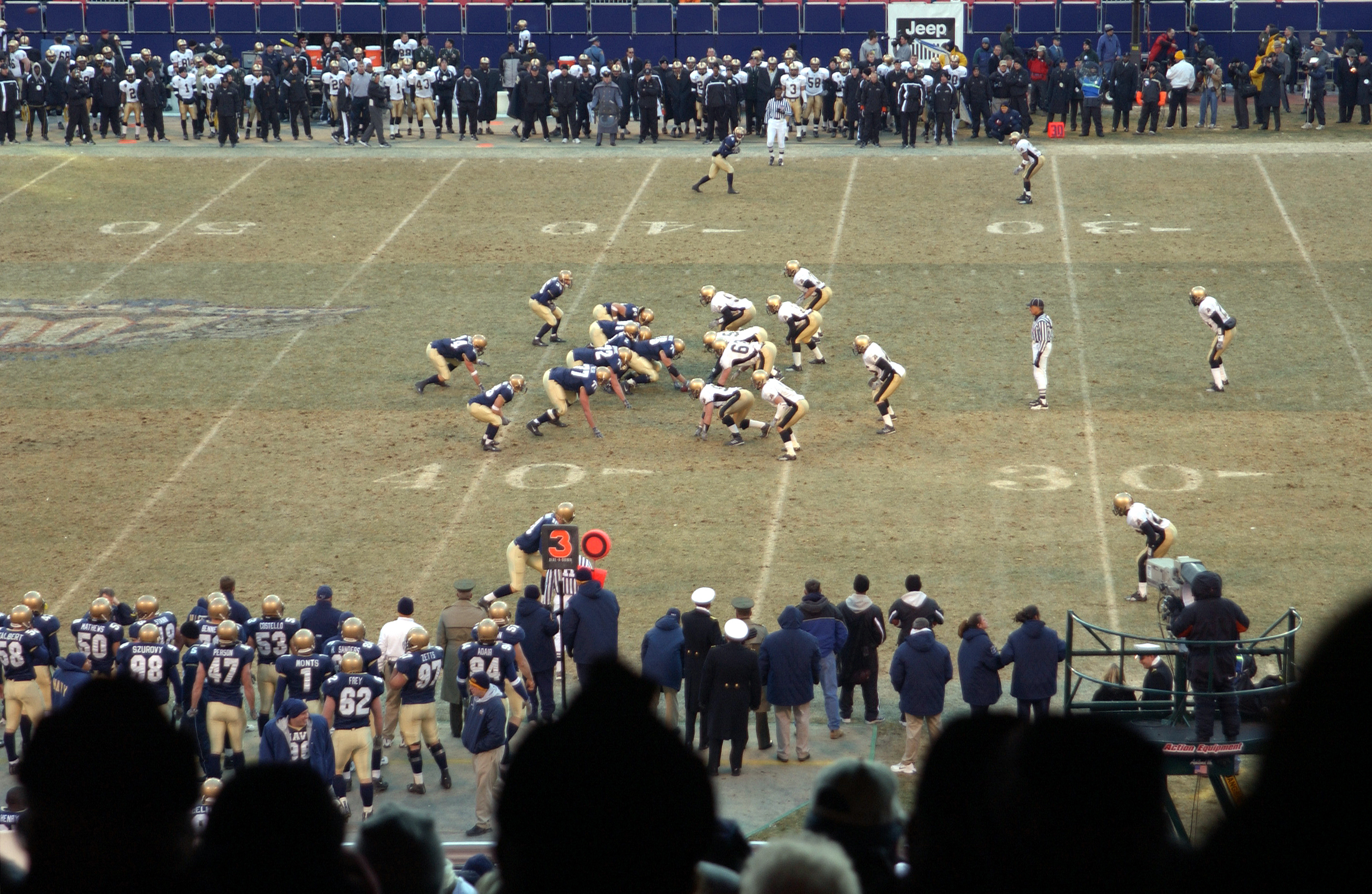
Amerikansk fotboll är en stor publiksport i USA.

Sport som kännetecknas av att den drar mycket publik, kallas ibland publiksport. Ofta dras även stort intresse från radiolyssnare och TV-tittare. Två stora globala publikevenemang är inom idrotten VM i fotboll för herrar och inom sporten Formel 1. Det kan även omfatta stora evenemang i ett land, som Svenska bandyfinalen i Sverige i mars varje år eller Super Bowl inom amerikansk fotboll i USA i januari/februari varje år.